# Danh sách máy bay Việt Nam
Danh sách máy bay tại Việt Nam ở đây bao gồm tất cả máy bay tất cả các loại máy bay của Việt Nam bao gồm máy bay dân dụng, quân sự. Những máy bay do Việt Nam tự sản xuất và máy bay do nước ngoài chế tạo phục vụ với mục đích quân sự và dân sự tại Việt Nam đều được đưa vào
Một số quy ước của bảng:
- Nội dung đề cập đến cả những máy bay trong quá khứ, hiện tại và tương lai.
- Những loại máy bay trong quá khứ, loại khỏi biên chế hoặc không rõ tình trạng hoạt động sẽ được in nghiêng.
- Do Không quân Nhân dân Việt Nam và Hãng Hàng không Quốc gia Việt Nam là hai bên sử dụng lớn nhất, trong đó một bộ phận không nhỏ là máy bay thu hồi của Không lực Việt Nam Cộng hòa và Air Vietnam, cho nên số máy bay của Không lực Việt Nam Cộng hòa và Air Vietnam được đưa vào trong dấu ngoặc.

Danh sách này không đầy đủ, bạn cũng có thể giúp mở rộng danh sách.

## Máy bay tiêm kích/đánh chặn
| Máy bay tiêm kích |                 |         |                                                   |                                                 |          |                                                          | |
| Hãng sản xuất     | Quốc gia        | Máy bay | Ký hiệu                                           | Phiên bản                                       | Số lượng | Sử dụng                                                  | Ghi chú |
| Mikoyan-Gurevich  | Liên Xô         | MiG-15  | Fagot                                             |                                                 |          | Không quân Nhân dân Việt Nam                             | Đã loại biên, riêng MiG-21 thì tạm ngừng hoạt động, đưa vào niêm cất dài hạn.                                      |
| Mikoyan-Gurevich  | Liên Xô         | MiG-17  | Fresco                                            | -                                               | '~77     | Không quân Nhân dân Việt Nam                             | Đã loại biên, riêng MiG-21 thì tạm ngừng hoạt động, đưa vào niêm cất dài hạn.                                      |
| Mikoyan-Gurevich  | Liên Xô         | MiG-19  | Farmer                                            | -                                               | ~45      | Không quân Nhân dân Việt Nam                             | Đã loại biên, riêng MiG-21 thì tạm ngừng hoạt động, đưa vào niêm cất dài hạn.                                      |
| Mikoyan-Gurevich  | Liên Xô         | MiG-21  | Fishbed-C Fishbed-D Fishbed-J Fishbed-L Fishbed-N | MiG-21F13 MiG-21PF MiG-21PFM MiG-21MF MiG-21Bis | ~150     | Không quân Nhân dân Việt Nam                             | Đã loại biên, riêng MiG-21 thì tạm ngừng hoạt động, đưa vào niêm cất dài hạn.                                      |
| Mikoyan-Gurevich  | Liên Xô · Ấn Độ | MiG-21  | Fishbed                                           | MiG-21Bison                                     | 100      | Không quân Nhân dân Việt Nam                             | Ấn Độ nâng cấp. Hiện đã tạm ngừng hoạt động. Mọi nhiệm vụ chuyển sang dùng loại Su-22M4, Su-27SK và Su-30MK2V      |
| Mikoyan-Gurevich  | Liên Xô         | MiG-23  | Flogger                                           | MiG-23ML MiG-23UB                               | ~30 ~6   | Không quân Nhân dân Việt Nam                             | Thu được ở Cam Ranh. Không rõ tình trạng.                                                                          |
| Shenyang          | Trung Quốc      | J-5     | Dongfeng-101 Type 56                              | -                                               | 10       | Không quân Nhân dân Việt Nam                             | Đã loại biên |
| Shenyang          | Trung Quốc      | J-6     | Farmer                                            | -                                               | 30       | Không quân Nhân dân Việt Nam                             | Đã loại biên |
| Sukhoi            | Liên Xô         | Su-7    | Fitter-A                                          | Su-7B                                           | 30       | Không quân Nhân dân Việt Nam                             | Đã ngừng hoạt động                                                                                                 |
| Sukhoi            | Liên Xô         | Su-22   | Fitter-J Fitter-K                                 | Su-22M3 Su-22M4                                 | 34       | Không quân Nhân dân Việt Nam                             | Hoạt động tích cực, 1 chiếc Su-30 bị rơi ngày 14/6/2016                                                            |
| Sukhoi            | Nga             | Su-27   | Flanker                                           | Su-27SK Su-27UBK                                | ~11      | Không quân Nhân dân Việt Nam                             | Hoạt động tích cực, 1 chiếc Su-30 bị rơi ngày 14/6/2016                                                            |
| Sukhoi            | Nga             | Su-30   | Flanker-C                                         | Su-30MK2V                                       | 35       | Không quân Nhân dân Việt Nam                             | Hoạt động tích cực, 1 chiếc Su-30 bị rơi ngày 14/6/2016                                                            |
| Northrop          | Hoa Kỳ          | F-5     | Freedom-Fighter                                   | F-5A F-5B F-5C                                  | 1100     | Không quân Nhân dân Việt Nam                             | Đã ngừng hoạt động, tất cả 20 chiếc F-5E Tiger II mới được chuyển giao cho Không lực Việt Nam Cộng hòa bị tịch thu |
| Northrop          | Hoa Kỳ          | F-5     | Tiger II                                          | F-5E                                            | 20       | Không quân Nhân dân Việt Nam Không lực Việt Nam Cộng hòa | Đã ngừng hoạt động, tất cả 20 chiếc F-5E Tiger II mới được chuyển giao cho Không lực Việt Nam Cộng hòa bị tịch thu |
| North American    | Hoa Kỳ          | T-28    | Trojan                                            | -                                               | 12+      | Không quân Nhân dân Việt Nam                             | Đã ngừng hoạt động, tất cả 20 chiếc F-5E Tiger II mới được chuyển giao cho Không lực Việt Nam Cộng hòa bị tịch thu |
| Grumman           | Hoa Kỳ          | F8F     | Bearcat                                           | -                                               | (?)      | Không lực Việt Nam Cộng hòa                              | Đã ngừng hoạt động, tất cả 20 chiếc F-5E Tiger II mới được chuyển giao cho Không lực Việt Nam Cộng hòa bị tịch thu |

## Máy bay cường kích/oanh tạc/ném bom/Gunship
| Máy bay cường kích/oanh tạc |          |         |             |           |          |                                                          |                                                                                      |
| Hãng sản xuất               | Quốc gia | Máy bay | Ký hiệu     | Phiên bản | Số lượng | Sử dụng                                                  | Ghi chú                                                                              |
| Antonov                     | Liên Xô  | An-2    | Colt        | -         |          | Không quân Nhân dân Việt Nam                             | Cải tiến từ máy bay vận tải. Không rõ tình trạng.                                    |
| Antonov                     | Liên Xô  | An-26   | Curl        | -         |          | Không quân Nhân dân Việt Nam                             | Cải tiến từ máy bay vận tải. Không rõ tình trạng.                                    |
| Beriev                      | Liên Xô  | Be-12   | Chayka Mail | -         | 4        | Không quân Nhân dân Việt Nam                             | Ngừng hoạt động                                                                      |
| Ilyushin                    | Liên Xô  | Il-14   | Crate       | -         | 3?       | Không quân Nhân dân Việt Nam                             | Cải tiến từ máy bay vận tải. Không rõ tình trạng.                                    |
| Ilyushin                    | Liên Xô  | Il-28   | Beagle      | -         | 8        | Không quân Nhân dân Việt Nam                             | Không rõ tình trạng                                                                  |
| Cessna                      | Hoa Kỳ   | A-37    | Dragonfly   | A-37B     | 15+ (?)  | Không quân Nhân dân Việt Nam Không lực Việt Nam Cộng hòa | 15 chiếc được thanh lý, vài chiếc được trưng bày tại Bảo Tàng Phòng Không Không Quân |
| Consolidated                | Hoa Kỳ   | LB-30   | Liberator   | LB-30     | (?)      | Không lực Việt Nam Cộng hòa                              | Phá hủy trong chiến tranh.                                                           |
| Douglas                     | Hoa Kỳ   | A-1     | Skyraider   | -         | 24 (?)   | Không quân Nhân dân Việt Nam Không lực Việt Nam Cộng hòa | Không rõ tình trạng                                                                  |
| Douglas                     | Hoa Kỳ   | AC-47   | Spooky      | -         | (?)      | Không lực Việt Nam Cộng hòa                              | Phá hủy trong chiến tranh                                                            |
| Douglas                     | Hoa Kỳ   | B-26    | Invader     | -         | (?)      | Không lực Việt Nam Cộng hòa                              | Cung cấp trong Farm Gate                                                             |
| Fairchild                   | Hoa Kỳ   | AC-119  | Shadow      | AC-119G   | 0 (?)    | Không lực Việt Nam Cộng hòa                              | Phá hủy trong chiến tranh                                                            |
| Fairchild                   | Hoa Kỳ   | AC-119  | Stinger     | AC-119K   | 0 (?)    | Không lực Việt Nam Cộng hòa                              | Phá hủy trong chiến tranh                                                            |
| Martin                      | Hoa Kỳ   | B-57    | Canberra    | -         | (?)      | Không lực Việt Nam Cộng hòa                              | Mượn từ Hoa Kỳ                                                                       |
| Northrop                    | Hoa Kỳ   | F-5     | Tiger II    | F-5E      | (?)      | Không quân Nhân dân Việt Nam Không lực Việt Nam Cộng hòa | Vẫn còn hoạt động                                                                    |

## Máy bay huấn luyện
| Máy bay huấn luyện |           |         |            |           |          |                                                          |                           |
| Hãng sản xuất      | Quốc gia  | Máy bay | Ký hiệu    | Phiên bản | Số lượng | Sử dụng                                                  | Ghi chú                   |
| Aero Vodochody     | Tiệp Khắc | L-29    | Delfín     | -         | 12       | Không quân Nhân dân Việt Nam                             | T-37 đã bị loại biên      |
| Aero Vodochody     | Tiệp Khắc | L-39    | Albatros   | L-39C     | 26       | Không quân Nhân dân Việt Nam                             | T-37 đã bị loại biên      |
| Cessna             | Hoa Kỳ    | T-37    | Tweet      | -         | 9 (?)    | Không quân Nhân dân Việt Nam Không lực Việt Nam Cộng hòa | T-37 đã bị loại biên      |
| Cessna             | Hoa Kỳ    | T-41    | Mescalero  | -         | (?)      | Không lực Việt Nam Cộng hòa                              | Phá hủy trong chiến tranh |
| Mikoyan-Gurevich   | Liên Xô   | MiG-15  | Fagot      | UMiG-15   | 50       | Không quân Nhân dân Việt Nam                             | Đã loại biên              |
| Moravan            | Tiệp Khắc | Z-226   | Trener     | -         | 8        | Không quân Nhân dân Việt Nam                             | Đã loại biên              |
| North American     | Hoa Kỳ    | T-6     | Texan      | -         | ?        | Không lực Việt Nam Cộng hòa                              | Phá hủy trong chiến tranh |
| North American     | Hoa Kỳ    | T-28    | Trojan     | -         | 14 (?)   | Không quân Nhân dân Việt Nam Không lực Việt Nam Cộng hòa | Đã loại biên              |
| Pazmany            | Hoa Kỳ    | PL-1    | Laminar    | -         | (1)      | Không lực Việt Nam Cộng hòa                              | Phá hủy trong chiến tranh |
| Yakovlev           | Liên Xô   | Yak-18  | Max        | -         | 30+      | Không quân Nhân dân Việt Nam                             | Không rõ tình trạng       |
| Yakovlev           | Liên Xô   | Yak-52  | -          | -         | 16       | Không quân Nhân dân Việt Nam                             | 16 chiếc có thể bay       |
| Yakovlev           | Nga       | Yak-130 | Mitten     | -         | 6        | Không quân Nhân dân Việt Nam                             | Đang đặt hàng thêm        |
| Viện Kỹ thuật      | Việt Nam  | HL-1    | Huấn-Luyện | -         | 1        | Không quân Nhân dân Việt Nam                             | Ngừng hoạt động           |
| Viện Kỹ thuật      | Việt Nam  | HL-2    | Huấn-Luyện | -         | 1        | Không quân Nhân dân Việt Nam                             | Ngừng hoạt động           |

## Máy bay trực thăng
| Máy bay trực thăng |              |         |                |                                  |                    |                                                               |                                                       |
| Hãng sản xuất      | Quốc gia     | Máy bay | Ký hiệu        | Phiên bản                        | Số lượng           | Sử dụng                                                       | Ghi chú                                               |
| Eurocopter         | Pháp         | EC-130  | Ecureuil       | EC-130B4                         | 1                  | Tổng Công ty Trực thăng Việt Nam                              | Vẫn còn hoạt động                                     |
| Eurocopter         | Pháp         | EC-135  | Super Puma Mk+ | EC-135P2i                        | 1                  | Tổng Công ty Trực thăng Việt Nam                              | Máy bay tư nhân                                       |
| Eurocopter         | Pháp         | EC-155  | -              | EC-155B1                         | 2                  | Tổng Công ty Trực thăng Việt Nam                              | Vẫn còn hoạt động                                     |
| Eurocopter         | Pháp         | EC-225  | Super Puma Mk+ | EC-225S                          | 3+                 | Tổng Công ty Trực thăng Việt Nam Hải quân Nhân dân Việt Nam   | Vẫn còn hoạt động                                     |
| Aerospatiale       | Pháp         | AS-318  | Alouette II    | -                                | (2)                | Không lực Việt Nam Cộng hòa                                   | Phá hủy trong chiến tranh.                            |
| Aerospatiale       | Pháp         | AS-319  | Alouette III   | -                                | (?)                | Không lực Việt Nam Cộng hòa                                   | Phá hủy trong chiến tranh.                            |
| Eurocopter         | Pháp         | SA-330  | Puma           | SA-330J                          | 2                  | Tổng Công ty Trực thăng Việt Nam                              | Vẫn còn hoạt động, Không rõ tình trạng của SA-365     |
| Eurocopter         | Pháp         | AS-332  | Super Puma Mk2 | SA-332L2                         | 12                 | Tổng Công ty Trực thăng Việt Nam                              | Vẫn còn hoạt động, Không rõ tình trạng của SA-365     |
| Eurocopter         | Pháp         | AS-350  | Ecureuil       | SA-350B3                         | 2                  | Tổng Công ty Trực thăng Việt Nam                              | Vẫn còn hoạt động, Không rõ tình trạng của SA-365     |
| Eurocopter         | Pháp         | SA-365  | Dauphin 2      | SA-365N2                         | 4                  | Tổng Công ty Trực thăng Việt Nam                              | Vẫn còn hoạt động, Không rõ tình trạng của SA-365     |
| Mil                | Liên Xô/ Nga | Mi-4    | Hound          | 10                               | Đã ngừng hoạt động |                                                               |                                                       |
| Mil                | Liên Xô/ Nga | Mi-6    | Hook-A         | 15                               | Đã ngừng hoạt động | Trực thăng vận tải. Hiện có thể đã ngừng hoạt động            |                                                       |
| Mil                | Liên Xô/ Nga | Mi-8    | Hip-C          | Mi-8T Mi-8P                      |                    | Không quân Nhân dân Việt Nam Tổng Công ty Trực thăng Việt Nam | Vẫn còn hoạt động                                     |
| Mil                | Liên Xô/ Nga | Mi-17   | Hip-H          | Mi-17 Mi-171 Mi-172 (xem ở dưới) | 27                 | Không quân Nhân dân Việt Nam Tổng Công ty Trực thăng Việt Nam | Vẫn còn hoạt động                                     |
| Mil                | Liên Xô/ Nga | Mi-24   | Hind-A         | Mi-24A                           | 36                 | Không quân Nhân dân Việt Nam                                  | Trực thăng chiến đấu. Có thể đã ngừng hoạt động       |
| Mil                | Liên Xô/ Nga | Mi-25   | Hind-D         | Mi-25                            | 20                 | Không quân Nhân dân Việt Nam                                  | Không rõ tình trạng hoạt động                         |
| Mil                | Liên Xô/ Nga | Mi-172  | Hip-H          | -                                | 18                 | Không quân Nhân dân Việt Nam Tổng Công ty Trực thăng Việt Nam | Hoạt động tích cực trong cả vai trò quân sự và dân sự |
| Kamov              | Liên Xô/ Nga | Ka-25   | Hormone        | -                                | 12                 | Hải quân Nhân dân Việt Nam                                    | Đã ngừng hoạt động, thay thế bằng loại Ka-27          |
| Kamov              | Liên Xô/ Nga | Ka-27   | Helix          | -                                | 18                 | Hải quân Nhân dân Việt Nam                                    | Hoạt động tích cực. Trực thăng chống ngầm chủ lực     |
| Kamov              | Liên Xô/ Nga | Ka-32   | Helix-C        | Ka-32S                           | 10                 | Không quân Nhân dân Việt Nam Hải quân Nhân dân Việt Nam       | Không rõ tình trạng                                   |
| PZL                | Ba Lan       | W-3     | Sokol          | PZL W-3S PZL W-3AM               | 4 ?                | Không quân Nhân dân Việt Nam Công ty bay dịch vụ hàng không   | Không rõ tình trạng                                   |
| PZL                | Ba Lan       | W-3     | Anakonda       | PZL W-3RM                        | 4                  | Không quân Nhân dân Việt Nam                                  | Không rõ tình trạng                                   |
| Bell               | Hoa Kỳ       | UH-1H   | Huey           | UH-1H                            | 15+ (?)            | Không quân Nhân dân Việt Nam Không lực Việt Nam Cộng hòa      | Đã khôi phục hoạt động bay.                           |
| Bell               | Hoa Kỳ       | UH-1    | Iroquois       | UH-1A UH-1B UH-1C UH-1D          | 92 (?)             | Không quân Nhân dân Việt Nam Không lực Việt Nam Cộng hòa      | 7.000 chiếc từng hoạt động                            |
| Bell               | Hoa Kỳ       | H-13    | Sioux          | -                                | (?)                | Không lực Việt Nam Cộng hòa                                   | Trực thăng huấn luyện. Phá hủy trong chiến tranh.     |
| Boeing             | Hoa Kỳ       | CH-47   | Chinook        | -                                | 23 (?)             | Không quân Nhân dân Việt Nam Không lực Việt Nam Cộng hòa      | Đã loại biên                                          |
| Sikorsky           | Hoa Kỳ       | H-19    | Chickasaw      | -                                | (?)                | Không lực Việt Nam Cộng hòa                                   | Phá hủy trong chiến tranh.                            |
| Sikorsky           | Hoa Kỳ       | CH-34   | Choctaw        | -                                | 34 (?)             | Không quân Nhân dân Việt Nam Không lực Việt Nam Cộng hòa      | Đã loại biên                                          |
| Sikorsky           | Hoa Kỳ       | S-76    | Utility        | S-76C                            | ?                  | Tổng Công ty Trực thăng Việt Nam                              | Đã loại biên                                          |

## Máy bay vận tải
| Máy bay vận tải     |             |         |               |           |          |                                                          |                                  |
| Hãng sản xuất       | Quốc gia    | Máy bay | Ký hiệu       | Phiên bản | Số lượng | Sử dụng                                                  | Ghi chú                          |
| Antonov             | Liên Xô     | An-2    | Colt          | -         | 15       | Không quân Nhân dân Việt Nam                             | Đã thanh lý                      |
| Antonov             | Liên Xô     | An-24   | Coke          | -         | 12       | Không quân Nhân dân Việt Nam                             | Vietnam Airlines đã thanh lý     |
| Antonov             | Liên Xô     | An-26   | Curl          | -         | 48       | Không quân Nhân dân Việt Nam                             | 20 chiếc còn khả năng hoạt động. |
| Antonov             | Liên Xô     | An-28   | Cash          | -         | 6        | Không quân Nhân dân Việt Nam                             | Không rõ tình trạng              |
| Antonov             | Liên Xô     | An-30   | Clank         | -         | 8        | Không quân Nhân dân Việt Nam                             | Không rõ tình trạng              |
| Antonov             | Liên Xô     | An-38   | Cash          | -         | 8        | Không quân Nhân dân Việt Nam                             | Vietnam Airlines đã thanh lý     |
| Aero Commander      | Hoa Kỳ      | L-26    | Family        | -         | (?)      | Không lực Việt Nam Cộng hòa                              | Không rõ tình trạng              |
| Beech               | Hoa Kỳ      | C-45    | Expeditor     |           |          | Không lực Việt Nam Cộng hòa                              | Phá hủy trong chiến tranh.       |
| Dassault            | Pháp        | MD-312  | Criquet       | -         | (?)      | Không lực Việt Nam Cộng hòa                              | Không rõ tình trạng              |
| de Havilland Canada | Canada      | U-6     | Beaver        | -         | (?)      | Không lực Việt Nam Cộng hòa                              | Không rõ tình trạng              |
| de Havilland Canada | Canada      | C-7     | Caribou       | -         | 11 (?)   | Không quân Nhân dân Việt Nam Không lực Việt Nam Cộng hòa | Không rõ tình trạng              |
| Douglas             | Hoa Kỳ      | C-47    | Skytrain      | -         | 16 (?)   | Không quân Nhân dân Việt Nam Không lực Việt Nam Cộng hòa | Không rõ tình trạng              |
| Fairchild           | Hoa Kỳ      | C-119   | Flying Boxcar | C-119K    | 5 (?)    | Không quân Nhân dân Việt Nam Không lực Việt Nam Cộng hòa | Không rõ tình trạng              |
| Fairchild           | Hoa Kỳ      | C-123   | Provider      | C-119K    | 4 (?)    | Không quân Nhân dân Việt Nam Không lực Việt Nam Cộng hòa | Không rõ tình trạng              |
| GAZ                 | Liên Xô     | Li-2    | Cab           | -         | 24       | Không quân Nhân dân Việt Nam                             | Không rõ tình trạng              |
| Ilyushin            | Liên Xô     | Il-14   | Crate         | -         | 45       | Không quân Nhân dân Việt Nam                             | Không rõ tình trạng              |
| Ilyushin            | Liên Xô     | Il-14   | Coot          | -         | 7        | Không quân Nhân dân Việt Nam                             | Không rõ tình trạng              |
| Republic            | Hoa Kỳ      | RC-3    | Seabee'       | -         | (?)      | Không lực Việt Nam Cộng hòa                              | Phá hủy trong chiến tranh.       |
| EADS                | Tây Ban Nha | C-295M  | -             | C-295M    | 3        | Không quân Nhân dân Việt Nam                             | Đang hoạt động                   |

## Máy bay trinh sát/do thám
| Máy bay trinh sát/do thám |                                         |          |                 |             |          |                                                          |                                                    |
| Hãng sản xuất             | Quốc gia                                | Máy bay  | Ký hiệu         | Phiên bản   | Số lượng | Sử dụng                                                  | Ghi chú                                            |
| Antonov                   | Liên Xô                                 | An-30    | Clank           | -           | 8        | Không quân Nhân dân Việt Nam                             | Không rõ tình trạng                                |
| Beriev                    | Liên Xô                                 | Be-12    | Chayka Mail     | -           | 4        | Không quân Nhân dân Việt Nam                             | Ngừng hoạt động                                    |
| EADS CASA                 | Tây Ban Nha                             | C-212    | Aviocar         | C-212-400   | 3        | Cảnh sát biển Việt Nam                                   | 5 chiếc đặt hàng mới. Một chiếc rơi ngày 16/6/2016 |
| Cessna                    | Hoa Kỳ                                  | O-1 L-19 | Bird Dog        | O-1A L-19   | 19 (?)   | Không quân Nhân dân Việt Nam Không lực Việt Nam Cộng hòa | Đã loại biên                                       |
| Cessna                    | Hoa Kỳ                                  | O-2      | Skymaster       | O-2A        | 0 (35)   | Không quân Nhân dân Việt Nam Không lực Việt Nam Cộng hòa | Phá hủy trong chiến tranh                          |
| Cessna                    | Hoa Kỳ                                  | U-17     | Skywagon        | U-17A U-17B | 1+ (?)   | Không quân Nhân dân Việt Nam Không lực Việt Nam Cộng hòa | Đã loại biên                                       |
| Hydroplane                | Nga                                     | Che-22   | Korvet          | -           | 1        | Cục Kỹ thuật Quân chủng                                  | Nguyên mẫu chế tạo VNS-41.                         |
| Cục Kỹ thuật              | Việt Nam                                | VNS-41   | -               | -           | 15?      | Không quân Nhân dân Việt Nam                             | Không rõ tình trạng                                |
| de Havilland              | Vương quốc Liên hiệp Anh và Bắc Ireland | DH-82    | Tiger Moth      | -           | 1        | Không quân Nhân dân Việt Nam                             | Không rõ tình trạng                                |
| de Havilland Canada       | Canada                                  | U-6      | Beaver          | -           | (?)      | Không lực Việt Nam Cộng hòa                              | Phá hủy trong chiến tranh                          |
| de Havilland Canada       | Canada                                  | C-7      | Caribou         | -           | 11 (?)   | Không quân Nhân dân Việt Nam Không lực Việt Nam Cộng hòa | Phá hủy trong chiến tranh                          |
| Douglas                   | Hoa Kỳ                                  | RC-47    | Dakota          | -           | (?)      | Không lực Việt Nam Cộng hòa                              | Phá hủy trong chiến tranh                          |
| Đại học Bách khoa         | Việt Nam                                | KATA     | -               | -           | 1+       | Bộ Tài nguyên và Môi trường                              | Đang thử nghiệm                                    |
| Northrop                  | Hoa Kỳ                                  | RF-5A    | Freedom-Fighter | RF-5A       | (?)      | Không lực Việt Nam Cộng hòa                              | Phá hủy trong chiến tranh                          |
| Morane-Saulnier           | Pháp                                    | MS-343   | -               | MS-343      | 1        | Không quân Nhân dân Việt Nam                             | Phá hủy trong chiến tranh                          |
| Morane-Saulnier           | Pháp                                    | MS-500   | Criquet         | MS-500      | (?)      | Không lực Việt Nam Cộng hòa                              | Phá hủy trong chiến tranh                          |
| PZL                       | Ba Lan                                  | M-28     | Bryza           | M-28B       | 10       | Không quân Nhân dân Việt Nam                             | 1 bị rơi                                           |
| Viện Kỹ thuật             | Việt Nam                                | TL-1     | Tự Lực          | -           | 1        | Không quân Nhân dân Việt Nam                             | Trưng bày ở Bảo tàng                               |
| Viện Kỹ thuật             | Việt Nam                                | M-400    | UAV             | M-400CT     | 12?      | Không quân Nhân dân Việt Nam                             | Tạm ngừng sản xuất                                 |

## Thủy phi cơ

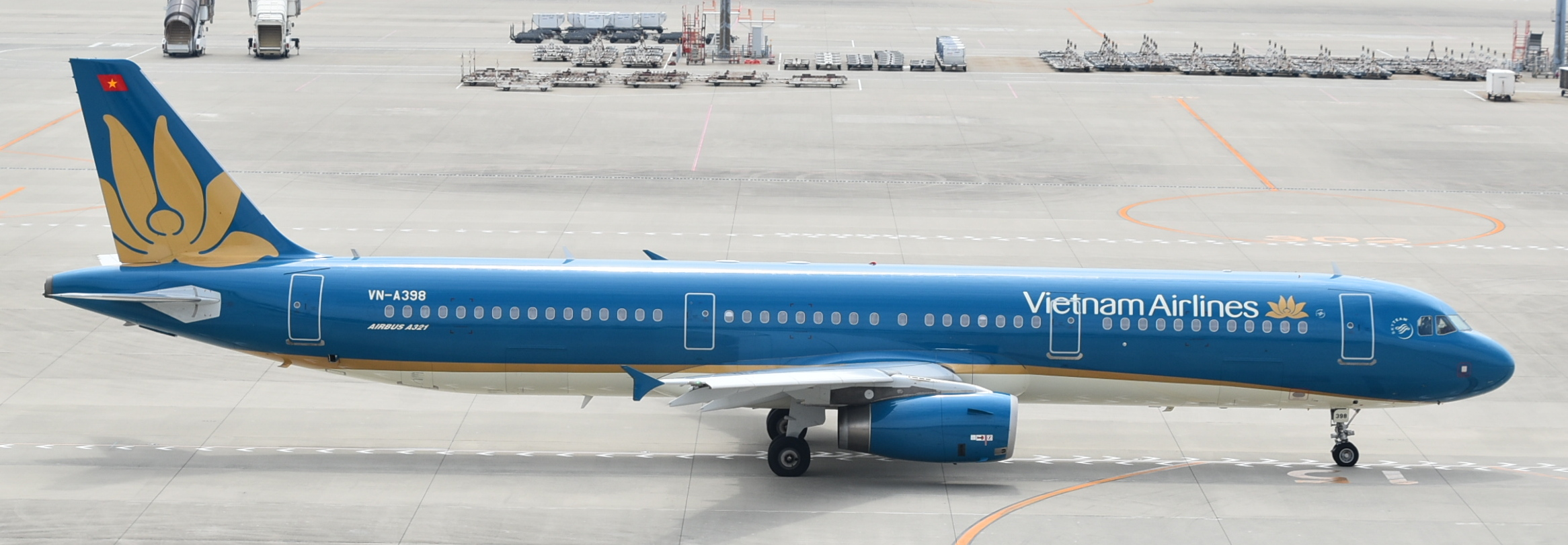
Airbus A321-200 là dòng máy bay được sử dụng nhiều nhất Việt Nam.

| Thủy phi cơ   |          |         |               |                  |          |                                 |              |
| Hãng sản xuất | Quốc gia | Máy bay | Ký hiệu       | Phiên bản        | Số lượng | Sử dụng                         | Ghi chú      |
| Viking Air    | Canada   | DHC-6   | Twin Otter    | DHC-6 Series 400 | 6        | Không quân - hải quân           | Đang sử dụng |
| Cessna        | Hoa Kỳ   | 208B-EX | Grand Caravan |                  | 3        | Tổng Công Ty Dịch Vụ Bay Hải Âu | Đang sử dụng |

## Máy bay dân dụng

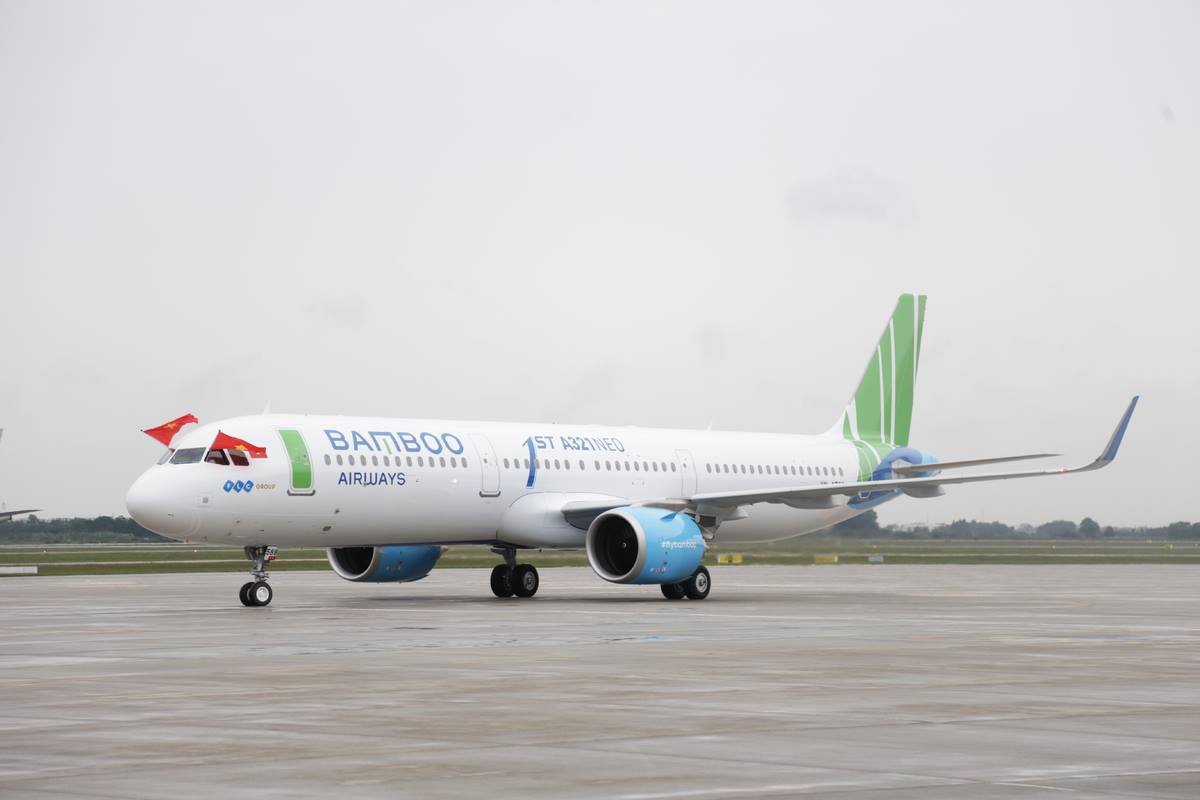
Một chiếc Airbus A321neo của Bamboo

| Máy bay chở khách |           |                                           |            |                                                          |                                   |                                                                                             |                                                                                         |
| Hãng sản xuất     | Quốc gia  | Máy bay                                   | Ký hiệu    | Phiên bản                                                | Số lượng                          | Sử dụng                                                                                     | Ghi chú                                                                                 |
| Aero Vodochody    | Tiệp Khắc | Ae-45                                     | Kócsag     | -                                                        | 3                                 | Vietnam Airlines                                                                            | Đã thanh lý                                                                             |
| Airbus            | EU        | A 300                                     | -          | A300-200                                                 | 1 2                               | Vietnam Airlines Vietnam Airlines Cargo                                                     | Đã thanh lý                                                                             |
| Airbus            | EU        | A 310                                     | -          | A310-200                                                 | ?                                 | Vietnam Airlines Jetstar Pacific Airlines                                                   | Đã thanh lý                                                                             |
| Airbus            | EU        | A 320                                     | -          | A320-214 (VJ) A320-232 (Bamboo/Jetstar Pacific)          | 22 3/15                           | Vietnam Airlines Vietnam Airlines Cargo Jetstar Pacific Airlines Vietjet Air Bamboo Airways | Vietnam Airlines đã ngừng khai thác.                                                    |
| Airbus            | EU        | A 321 (bao gồm cả 2 phiên bản NEO và CEO) | -          | A321-131 A321-231 A321-272N A321-211 A321-271N A321-251N | 4 (Ngừng khai thác) 56 20 24 13 4 | Vietnam Airlines Vietjet Air Bamboo Airways                                                 | Vietjet đặt hàng 123 A321N                                                              |
| Airbus            | EU        | A 330                                     | -          | A330-223 A330-323                                        | 12                                | Vietnam Airlines Vietjet Air                                                                | Vietnam Airlines đã thanh lý, Vietjet Air mới nhận 1 chiếc A330-323                     |
| Airbus            | EU        | A 350                                     | XWB        | A350-941                                                 | 14                                | Vietnam Airlines                                                                            |                                                                                         |
| Antonov           | Liên Xô · | An-2                                      | Colt       | -                                                        | ?                                 | Vietnam Airlines VASCO                                                                      | Chuyển giao lại cho không quân để phục vụ huấn luyện                                    |
| Antonov           | Liên Xô · | An-24                                     | Coke       | -                                                        | 12                                | Vietnam Airlines                                                                            | Không quân chuyển giao. Không rõ tình trạng hoạt động.                                  |
| Antonov           | Liên Xô · | An-30                                     | Colt       | -                                                        | ? 1                               | Vietnam Airlines VASCO                                                                      | Đã loại biên                                                                            |
| Antonov           | Liên Xô · | An-38                                     | Cash       | -                                                        | 6                                 | Vietnam Airlines                                                                            | Không quân chuyển giao. Không rõ tình trạng hoạt động.                                  |
| ATR               | EU        | ATR 72                                    | -          | ATR 72-500                                               | 1 5                               | Vietnam Airlines VASCO                                                                      | Vẫn còn hoạt động                                                                       |
| Boeing            | Hoa Kỳ    | Boeing 707                                | Dreamliner | -                                                        | 1 (?)                             | Vietnam Airlines Air Viet Nam                                                               | 1 chiếc bị bỏ hoang, một số chiếc đã trả lại cho Pan Am, còn lại bị phá hủy do khủng bố |
| Boeing            | Hoa Kỳ    | Boeing 727                                | Dreamliner | -                                                        | 1 (?)                             | Vietnam Airlines Air Viet Nam                                                               | 1 chiếc bị bỏ hoang, một số chiếc đã trả lại cho Pan Am, còn lại bị phá hủy do khủng bố |
| Boeing            | Hoa Kỳ    | Boeing 737                                | Dreamliner | 737-200 737-300F 737-300 737-400 737-800 737 MAX         | 5 5 ?                             | Vietnam Airlines Jetstar Pacific Airlines Vietjet Air Indochina Airlines                    | Vietjet đang đặt hàng                                                                   |
| Boeing            | Hoa Kỳ    | Boeing 767                                | Dreamliner | 767-200ER 767-300ER                                      | 1 16                              | Vietnam Airlines                                                                            | Đã thanh lý, một số chiếc trao trả lại cho các đối tác cho thuê                         |
| Boeing            | Hoa Kỳ    | Boeing 777                                | Dreamliner | 777-200ER                                                | 10                                | Vietnam Airlines Vietnam Airlines Cargo                                                     | Đã thanh lý, 1 chiếc được mua lại bởi Alitalia                                          |
| Boeing            | Hoa Kỳ    | Boeing 787                                | Dreamliner | 787-9 787-10                                             | 11 8                              | Vietnam Airlines Bamboo Airways                                                             |                                                                                         |
| Cessna            | Hoa Kỳ    | 170                                       | -          | 170                                                      | (5)                               | Air Viet Nam                                                                                | Phá hủy trong chiến tranh                                                               |
| Curtiss-Wright    | Hoa Kỳ    | C-46                                      | Commando   | C-46                                                     | (1)                               | Air Viet Nam                                                                                | Đã trả lại cho China Airlines (Đài Loan).                                               |
| Douglas           | Hoa Kỳ    | C-54                                      | Skymaster  | C-54                                                     | (?)                               | Air Viet Nam                                                                                | Mất trong chiến tranh.                                                                  |
| Douglas           | Hoa Kỳ    | DC-3                                      | -          | -                                                        | (?)                               | Vietnam Airlines Air Viet Nam                                                               | Phá hủy do khủng bố                                                                     |
| Douglas           | Hoa Kỳ    | DC-4                                      | -          | -                                                        | (?)                               | Air Viet Nam                                                                                | Mất trong chiến tranh.                                                                  |
| Douglas           | Hoa Kỳ    | DC-5                                      | -          | -                                                        | (?)                               | Air Viet Nam                                                                                | Mất trong chiến tranh.                                                                  |
| Douglas           | Hoa Kỳ    | DC-6                                      | Liftmaster | -                                                        | (?)                               | Air Viet Nam                                                                                | Mất trong chiến tranh.                                                                  |
| Douglas           | Hoa Kỳ    | DC-10                                     | -          | -                                                        | (?)                               | Air Viet Nam                                                                                | Mất trong chiến tranh.                                                                  |
| Fokker            | Hà Lan    | Fokker 70                                 | -          | Fokker 70                                                | 2                                 | Vietnam Airlines                                                                            |                                                                                         |
| Ilyushin          | Liên Xô   | Il-14                                     | Crate      | -                                                        | ?                                 | Vietnam Airlines                                                                            | Không quân chuyển giao.                                                                 |
| Ilyushin          | Liên Xô   | Il-18                                     | Coot       | -                                                        | ?                                 | Vietnam Airlines                                                                            |                                                                                         |
| Sud Aviation      | Pháp      | SE 210                                    | Caravelle  |                                                          | (?)                               | Air Viet Nam                                                                                | Mất trong chiến tranh.                                                                  |
| Tupolev           | Liên Xô   | Tu-134                                    | Crusty     | -                                                        | ?                                 | Vietnam Airlines                                                                            | Đã loại biên, 3 chiếc bị tai nạn                                                        |
| Yakovlev          | Liên Xô   | Yak-40                                    | Codling    | -                                                        | ?                                 | Vietnam Airlines                                                                            | Đã loại biên, 3 chiếc bị tai nạn                                                        |